# Lorentz Springer
Lorentz Springer, född cirka 1635, död 1690. Kamrerare och kommissarier i Svea hovrätt, tillika översättare. Han finns representerad i både 1819 års och Den svenska psalmboken 1986 med översättningarna av två psalmer (nr 545 och växelpsalmen 634).

## Psalmer
- En dag skall uppgå för vår syn (1986 nr 634) växelpsalm mellan två körer och församling, översatt 1676
- O Jesus, rik av nåd (1986 nr 545) översatt 1676